# Aspidogyne steyermarkii
Aspidogyne steyermarkii là một loài thực vật có hoa trong họ Lan. Loài này được Carnevali & Foldats mô tả khoa học đầu tiên năm 1989.